# Terra Wortmann Open 2023
Terra Wortmann Open 2023 byl tenisový turnaj na mužském profesionálním okruhu ATP Tour hraný v areálu arény OWL. Jubilejní třicátý ročník Halle Open probíhal mezi 19. až 25. červnem 2023 v severoněmeckém Halle na otevřených travnatých dvorcích. Generálním partnerem se podruhé stal výrobce počítačů Terra Wortmann se sídlem v Hüllhorstu.
Turnaj dotovaný 2 345 130 eury patřil do kategorie ATP Tour 500. Nejvýše nasazeným singlistou se opět stala světová trojka Daniil Medveděv, kterou ve čtvrtfinále vyřadil Roberto Bautista Agut. Jako poslední přímý účastník do hlavní soutěže nastoupil francouzský 61. hráč žebříčku Corentin Moutet. V důsledku invaze Ruska na Ukrajinu na konci února 2022 řídící organizace tenisu ATP, WTA a ITF s grandslamy rozhodly, že ruští a běloruští tenisté mohli dále na okruzích startovat, ale do odvolání nikoli pod vlajkami Ruska a Běloruska.
Druhý singlový titul na okruhu ATP Tour, první na trávě i v kategorii ATP 500, vybojoval 26letý Kazachstánec Alexandr Bublik, jenž se posunul na nové kariérní maximum, 26. místo. Čtyřhru vyhrála brazilsko-italská dvojice Marcelo Melo a John Peers, jejíž členové si odvezli první společnou trofej. Melo na Halle Open navázal na triumfy z let 2017 a 2018.

## Rozdělení bodů a finančních odměn

### Rozdělení bodů
| Soutěž  | Soutěž | vítězové | finalisté | semifinalisté | čtvrtfinalisté | 16 v kole | 32 v kole | Q  | Q2 | Q1 |
| ------- | ------ | -------- | --------- | ------------- | -------------- | --------- | --------- | -- | -- | -- |
| dvouhra | [ 1 ]  | 500      | 300       | 180           | 90             | 45        | 0         | 20 | 10 | 0  |
| čtyřhra | [ 5 ]  | 500      | 300       | 180           | 90             | 0         | —         | 45 | 25 | 0  |

### Finanční odměny
| Soutěž                              | Soutěž      | vítězové  | finalisté | semifinalisté | čtvrtfinalisté | 16 v kole | 32 v kole | Q2      | Q1      |
| ----------------------------------- | ----------- | --------- | --------- | ------------- | -------------- | --------- | --------- | ------- | ------- |
| dvouhra                             | [ 1 ] [ 6 ] | 410 515 € | 220 880 € | 117 715 €     | 60 145 €       | 32 105 €  | 17 120 €  | 8 775 € | 4 925 € |
| čtyřhra                             | [ 5 ]       | 134 840 € | 71 910 €  | 36 380 €      | 18 190 €       | 9 420 €   | —         | —       | —       |
| částka ve čtyřhře je uvedena na pár |             |           |           |               |                |           |           |         |         |

## Dvouhra

### Nasazení hráčů
| Země                           | Hráč                  | ATP | Nasazení |
| ------------------------------ | --------------------- | --- | -------- |
|                                | Daniil Medveděv       | 3.  | 1.       |
| Řecko                          | Stefanos Tsitsipas    | 5.  | 2.       |
|                                | Andrej Rubljov        | 7.  | 3.       |
| Itálie                         | Jannik Sinner         | 9.  | 4.       |
| Kanada                         | Félix Auger-Aliassime | 11. | 5.       |
| Polsko                         | Hubert Hurkacz        | 14. | 6.       |
| Chorvatsko                     | Borna Ćorić           | 15. | 7.       |
| Španělsko                      | Roberto Bautista Agut | 22. | 8.       |
| Německo                        | Alexander Zverev      | 23. | 9.       |
| Žebříček ATP k 12. červnu 2023 |                       |     |          |

### Jiné formy účasti na turnaji
Následující hráči obdrželi divokou kartu do hlavní soutěže:
- Yannick Hanfmann
- Oscar Otte
- Dominic Thiem
- Stefanos Tsitsipas

Následující hráč nastoupil pod žebříčkovou ochranou:
- Lloyd Harris

Následující hráči postoupili z kvalifikace:
- Christopher Eubanks
- Marcos Giron
- Roman Safiullin
- Louis Wessels

Následující hráči postoupili z kvalifikace jako šťastní poražení:
- Andrea Vavassori
- Aslan Karacev

### Odhlášení
před zahájením turnaje
- Félix Auger-Aliassime → nahradil jej  Andrea Vavassori
- Pablo Carreño Busta → nahradil jej  Laslo Djere
- Karen Chačanov → nahradil jej  Roberto Carballés Baena
- Nick Kyrgios → nahradil jej   Aslan Karacev
- Casper Ruud → nahradil jej  Wu I-ping

## Čtyřhra

### Nasazení párů
| Země                                                                       | Hráč              | Země       | Hráč              | ATP | Nasazení |
| -------------------------------------------------------------------------- | ----------------- | ---------- | ----------------- | --- | -------- |
| Salvador                                                                   | Marcelo Arévalo   | Nizozemsko | Jean-Julien Rojer | 26. | 1.       |
| Španělsko                                                                  | Marcel Granollers | Argentina  | Horacio Zeballos  | 41. | 2.       |
| Belgie                                                                     | Sander Gillé      | Belgie     | Joran Vliegen     | 51. | 3.       |
| Německo                                                                    | Kevin Krawietz    | Německo    | Tim Pütz          | 52. | 4.       |
| Žebříček ATP k 12. červnu 2023; číslo je součtem umístění obou členů páru. |                   |            |                   |     |          |

### Jiné formy účasti
Následující páry obdržely divokou kartu do hlavní soutěže:
- Marcelo Demoliner /  Andreas Mies
- Oscar Otte /  Jan-Lennard Struff

Následující pár postoupil z kvalifikace:
- Albano Olivetti /  David Vega Hernández

### Odhlášení
před začátkem turnaje
- Máximo González /  Andrés Molteni → nahradili je  Simone Bolelli /  Andrea Vavassori
- Karen Chačanov /   Andrej Rubljovv → nahradili je   Andrej Rubljov /  Alexander Zverev

## Přehled finále

### Mužská dvouhra
- Alexandr Bublik vs. Andrej Rubljov, 6–3, 3–6, 6–3

### Mužská čtyřhra
- Marcelo Melo /  John Peers vs.  Simone Bolelli /  Andrea Vavassori, 7–6(7–3), 3–6, [10–6]